# Джейн Ді Галл
Джейн Ді Халл (англ. Jane Dee Hull; 8 серпня 1935, Канзас-Сіті — 16 квітня 2020, Фінікс) — американський політик, 20-й губернатор Аризони.

## Біографія
Джейн Ді Галл (уроджена Боуерсок) народилася в Канзас-Сіті, штат Міссурі. Після закінчення Канзаського університету, де вона отримала ступінь в галузі освіти, Галл викладала в початковій школі Канзасу, а потім в школах навахо в Чінлі, де її чоловік працював лікарем.
У 1962 році, після почутої мови Баррі Голдуотера, Галл переїхала до Аризони. На президентських виборах в 1964 році вона агітувала за Голдвотера.
У 1978 році Галл була обрана до Палати представників Аризони від Республіканської партії, де працювала протягом семи термінів. У 1989—1992 роках була спікером, ставши першою жінкою-спікером Палати представників штату.
У 1991 році, коли Галл була спікером, законодавчий орган Аризони пережив великий політичний скандал, названий AZSCAM, в результаті якого пішли у відставку або були відсторонені від посади десять членів Палати представників і Сенату. В результаті, щоб відновити довіру громадськості до законодавчого органу, спікер Галл провела ряд етичних реформ.
У 1994 році Галл була обрана секретарем штату. 5 вересня 1997, після того, як губернатор Файф Сімінгтон 3-й покинув свій пост у зв'язку зі звинуваченням в шахрайстві, вона стала губернатором Аризони. Галл була приведена до присяги суддею Верховного суду США Сандрою О'Коннор. В Аризоні немає віце-губернатора, тому секретар штату займає перше місце в лінії успадкування губернаторства.
У 1998 році Галл була переобрана на другий термін. Це обрання було цікаво тим, що вперше в історії США все п'ять вищих посад у виконавчій владі штату зайняли жінки: Халл, Бетсі Бейлесс (секретар штату), Джанет Наполітано (генеральний прокурор), Керол Спрингер (скарбник) і Лайза Кіген (інспектор освіти). У 2002 році Галл не могла балотуватися на наступний термін, так як Конституція Аризони обмежує перебування на посаді губернатора вісьмома роками поспіль, і її змінила Джанет Наполітано.
Під час перебування на посаді губернатора у Галл були напружені стосунки з сенатором США від Аризони Джоном Маккейном. Під час первинних виборів на пост президента США в 2000 році вона підтримала його опонента, губернатора Техасу Джорджа Буша-молодшого. У свою чергу, Халл розглядалася як можливий кандидат на пост посла США в Мексиці.
Після відставки з поста губернатора Халл три місяці була делегатом від США при Генеральній Асамблеї ООН (2004) [6].